# Resolució 2263 del Consell de Seguretat de les Nacions Unides
La Resolució 2263 del Consell de Seguretat de les Nacions Unides fou adoptada per unanimitat el 28 de gener de 2016. Després de reafirmar totes les resolucions sobre el conflicte de Xipre el Consell va ampliar el mandat de la Força de les Nacions Unides pel Manteniment de la Pau a Xipre (UNFICYP) durant sis mesos més fins al 31 de juliol de 2016 i va acordar augmentar el nombre d'efectius de 860 a 888.

## Contingut
Es mantenia l'impuls de les negociacions per la reunificació de la part grega i turca de Xipre i la formació d'una federació. El Consell de Seguretat va instar a ambdues parts a considerar noves mesures de confiança i obrir passos fronterers. Tanmateix, encara es negava l'accés als camps de mines per tal de desminar els voltants de la Línia Verda.
El Comitè Internacional per a Persones Desaparegudes ja havia trobat la meitat de totes les persones desaparegudes i gairebé un terç havia estat identificades. Ara tindria accés a trenta fosses comunes en àrees militars al nord de Xipre. Aproximadament 2.000 persones van desaparèixer com a resultat de la violència en 1963-64 i la invasió turca en 1974.
Mentrestant, el govern xipriota havia acceptat que la força de manteniment de la pau de l'ONU era necessària, de manera que el mandat de la UNFICYP es va ampliar fins al 31 de juliol de 2016. El nombre de tropes també va augmentar fins a 888.